# Eleutherodactylus cavernicola
Espèce
Statut de conservation UICN

 CR B1ab(iii)+2ab(iii) : 
En danger critique
Eleutherodactylus cavernicola est une espèce d'amphibiens de la famille des Eleutherodactylidae.

## Répartition
Cette espèce cavernicole est endémique de Jamaïque. Elle se rencontre dans trois grottes dont la Portland Cave et la Jackson’s Bay Cave dans l'extrême Sud de la paroisse de Clarendon de 10 à 15 m d'altitude dans la péninsule Portland Ridge. 

## Description
Les femelles mesurent jusqu'à 38 mm.

## Menace et conservation
L'Union internationale pour la conservation de la nature classe l'espèce en catégorie CR (en danger critique) dans la liste rouge des espèces menacées depuis 2004. Son habitat ne s'étend que sur 82 km2 et est fortement morcelé. L'espèce décline surtout à cause du changement climatique.

## Publication originale
- Lynn, 1954 : Description of a new frog of the genus Eleutherodactylus from Jamaica, B.W.I. Journal of the Washington Academy of Sciences, vol. 44, p. 400-404 (texte intégral).